# Puszczykowo (powiat grodziski)
Puszczykowo – wieś w Polsce położona w województwie wielkopolskim, w powiecie grodziskim, w gminie Kamieniec.
Wieś Posczichowo położona była w 1580 roku w powiecie kościańskim województwa poznańskiego.
W okresie Wielkiego Księstwa Poznańskiego (1815-1848) miejscowość wzmiankowana jako Puszczykowo należała do wsi mniejszych w ówczesnym pruskim powiecie Kosten rejencji poznańskiej. Puszczykowo należało do okręgu wielichowskiego tego powiatu i stanowiło część majątku Goździchowo, który należał wówczas do Dezyderego Chłapowskiego. Według spisu urzędowego z 1837 roku Puszczykowo liczyło 45 mieszkańców, którzy zamieszkiwali 8 dymów (domostw).
W latach 1975–1998 miejscowość należała administracyjnie do województwa poznańskiego.
Zobacz też: Puszczykowo, Puszczykowo-Zaborze